# Les Gaîtés de l'escadron (1913)
Les Gaîtés de l'escadron is een Franse filmkomedie uit 1913 onder regie van Joseph Faivre en Maurice Tourneur.

## Verhaal
De sadistische adjudant Flick maakt de rekruten in zijn regiment het leven zuur. Hij vindt almaar manieren om hen het vuur aan de schenen te leggen. De zachtmoedige kapitein Hurtulet neemt het voor hen op.

## Rolverdeling
| Acteur          | Personage         |
| --------------- | ----------------- |
| Edmond Duquesne | Kapitein Hurtulet |
| Henry Roussel   | Generaal          |
| Henri Gouget    | Adjudant Flick    |
| Pierre Delmonde |                   |